# Filippo Villani

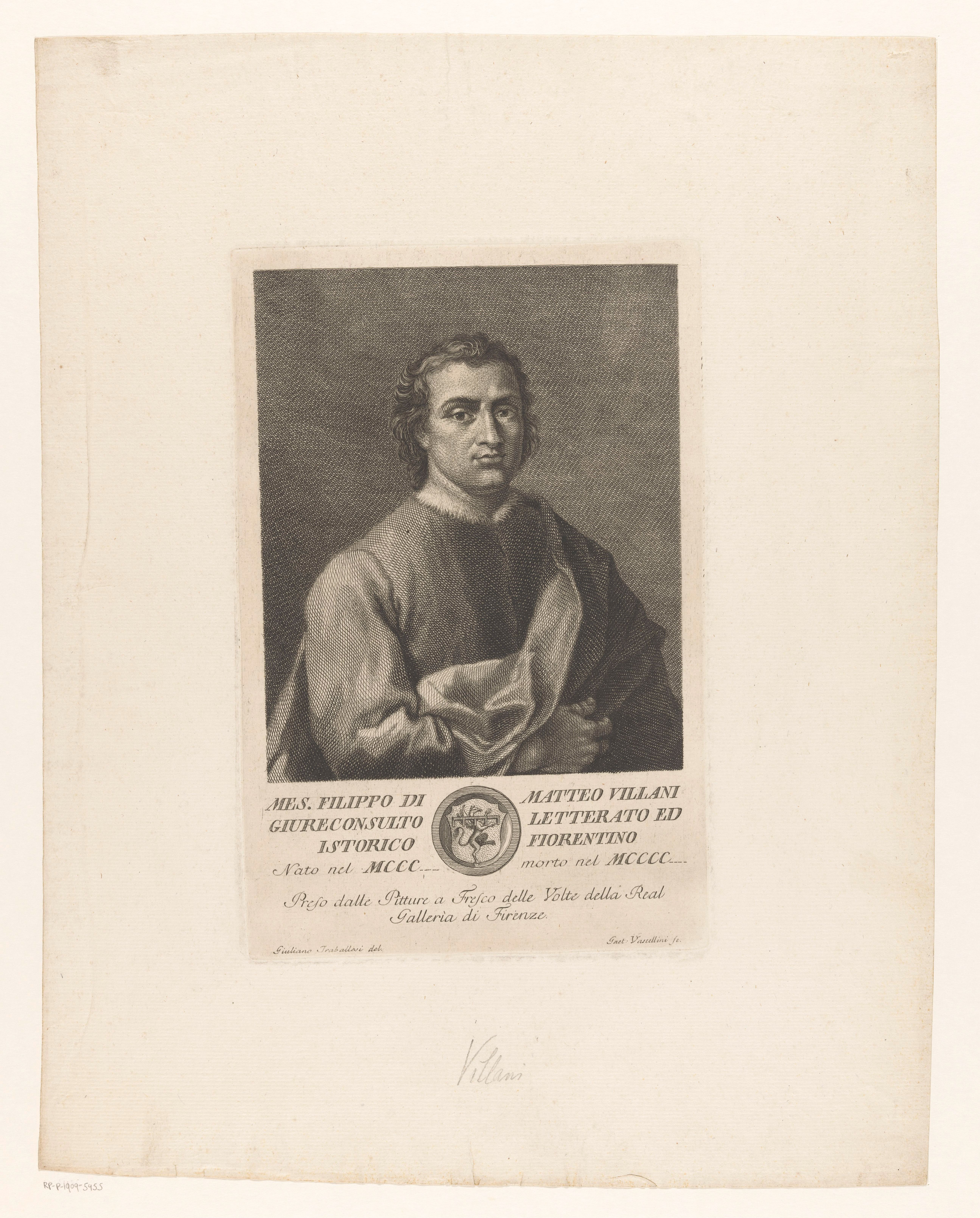
Filippo Villani

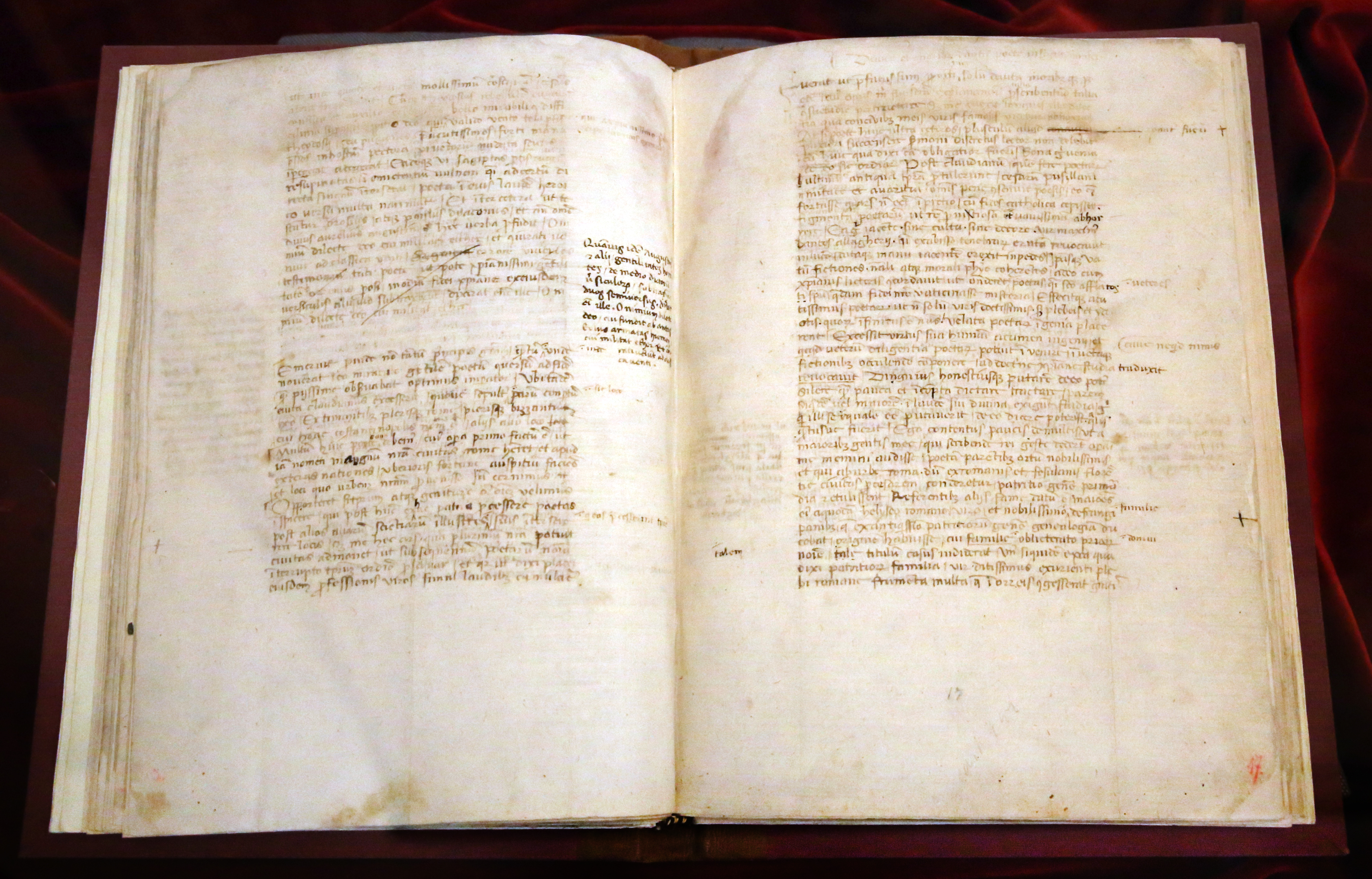
De vita et mortibus Dantis poetae comici insignis, 1390 ca.

Filippo Villani (* um 1325 in Florenz; † um 1405 ebenda) war ein italienischer Schriftsteller, Jurist und Geschichtsschreiber.
Filippo Villani war ein Sohn von Matteo Villani sowie Neffe des bekannten florentinischen Geschichtsschreibers Giovanni Villani. Er arbeitete als Rechtsgelehrter und Richter, amtierte zwischen 1376 und 1381 als Kanzler in Perugia und war u. a. mit Coluccio Salutati befreundet. Die Chronik seines Vaters vollendete er, indem er deren 11. Buch die Kapitel 61–102 hinzufügte und die Geschichtsdarstellung so bis ins Jahr 1364 führte.
Ferner verfasste Filippo Villani in lateinischer Sprache das Werk Liber de origine civitatis Florentiae et eiusdem famosis civibus, das die Ursprünge von Florenz und das Leben bedeutender Persönlichkeiten dieser Stadt behandelt. Der erste Teil enthält fast nichts als Fabeln; den zweiten Teil, Liber de civitatis Florentiae famosis civibus, gab Gustavo Camillo Galletti 1847 zu Florenz auf Latein, als Erster aber der Schriftsteller und Historiker Giammaria Mazzuchelli 1747 zu Venedig unter dem Titel Vite d’uomini illustri Fiorentini in einer alten italienischen Übersetzung heraus, die das Original an Eleganz übertrifft, ihm aber an Genauigkeit nachsteht. Dieses Werk war der erste Versuch einer vaterländischen Literaturgeschichte, da die berühmten Florentiner, deren Leben er beschrieb, meist Gelehrte und Schriftsteller waren. Der Autor weiß oft mit wenigen Zügen seine Personen trefflich zu schildern, sein Stil ist lebhaft und kräftig, nur zuweilen zu kurz und abgebrochen.
Als Nachfolger Boccaccios hatte Villani seit 1391 die Divina Commedia des italienischen Dichters Dante Alighieri öffentlich vorzulesen und zu kommentieren.

## Ausgaben
- Giuliano Tanturli (Hrsg.): Philippi Villani De origine civitatis Florentie et de eiusdem famosis civibus. Antenore, Padua 1997
- Saverio Bellomo (Hrsg.): Filippo Villani: Expositio seu comentum super “Comedia” Dantis Allegherii. Le Lettere, Florenz 1989
- Giuseppe Porta (Hrsg.): Matteo Villani: Cronica. Con la continuazione di Filippo Villani, Parma 1995